# Lista över fornlämningar i Tomelilla kommun
Lista över fornlämningar i Tomelilla kommun är en förteckning av ett urval av de fornlämningar som finns i Tomelilla kommun.

## Andrarum
| Namn                    | Lämningstyp                 | Tillkomsttid | Historisk indelning | Plats | Läge                 | ID-nr          | Bild                                 |
| ----------------------- | --------------------------- | ------------ | ------------------- | ----- | -------------------- | -------------- | ------------------------------------ |
| Andrarum 18:1           | Stensättning                |              | Andrarum, Skåne     |       | 55.706272, 13.950427 | 10102200180001 | Ladda upp en bild av detta fornminne |
| Andrarum 21:1           | Begravningsplats            |              | Andrarum, Skåne     |       | 55.709170, 13.979350 | 10102200210001 | Ladda upp en bild av detta fornminne |
| Högarör (Andrarum 24:1) | Stensättning                |              | Andrarum, Skåne     |       | 55.734316, 13.932464 | 10102200240001 | Ladda upp en bild av detta fornminne |
| Andrarum 48:1           | Röse                        |              | Andrarum, Skåne     |       | 55.725265, 13.959437 | 10102200480001 | Ladda upp en bild av detta fornminne |
| Andrarum 52:1           | Stensättning                |              | Andrarum, Skåne     |       | 55.708822, 13.937047 | 10102200520001 | Ladda upp en bild av detta fornminne |
| Andrarum 58:1           | Stensättning                |              | Andrarum, Skåne     |       | 55.703566, 13.950514 | 10102200580001 | Ladda upp en bild av detta fornminne |
| Andrarum 82:1           | Hällristning                |              | Andrarum, Skåne     |       | 55.703258, 13.963100 | 10102200820001 | Ladda upp en bild av detta fornminne |
| Andrarum 82:2           | Hällristning                |              | Andrarum, Skåne     |       | 55.703246, 13.963721 | 10102200820002 | Ladda upp en bild av detta fornminne |
| Andrarum 83:1           | Hällristning                |              | Andrarum, Skåne     |       | 55.702386, 13.962740 | 10102200830001 | Ladda upp en bild av detta fornminne |
| Andrarum 85:1           | Grav markerad av sten/block |              | Andrarum, Skåne     |       | 55.706223, 13.979117 | 10102200850001 | Ladda upp en bild av detta fornminne |
| Andrarum 85:3           | Stensättning                |              | Andrarum, Skåne     |       | 55.705831, 13.979354 | 10102200850003 | Ladda upp en bild av detta fornminne |
| Andrarum 85:4           | Stensättning                |              | Andrarum, Skåne     |       | 55.705642, 13.979345 | 10102200850004 | Ladda upp en bild av detta fornminne |
| Andrarum 87:1           | Hällristning                |              | Andrarum, Skåne     |       | 55.701195, 13.973820 | 10102200870001 | Ladda upp en bild av detta fornminne |
| Andrarum 88:1           | Röse                        |              | Andrarum, Skåne     |       | 55.701668, 13.974924 | 10102200880001 | Ladda upp en bild av detta fornminne |
| Andrarum 91:1           | Stensättning                |              | Andrarum, Skåne     |       | 55.697865, 13.963574 | 10102200910001 | Ladda upp en bild av detta fornminne |
| Andrarum 94:1           | Stensättning                |              | Andrarum, Skåne     |       | 55.691979, 13.970634 | 10102200940001 | Ladda upp en bild av detta fornminne |

## Benestad
| Namn                         | Lämningstyp | Tillkomsttid | Historisk indelning | Plats | Läge                 | ID-nr          | Bild                                 |
| ---------------------------- | ----------- | ------------ | ------------------- | ----- | -------------------- | -------------- | ------------------------------------ |
| Hattabacken (Benestad 4:1)   | Hög         |              | Benestad, Skåne     |       | 55.524822, 13.903260 | 10102500040001 | Ladda upp en bild av detta fornminne |
| Benestad 6:1                 | Hög         |              | Benestad, Skåne     |       | 55.544591, 13.883126 | 10102500060001 | Ladda upp en bild av detta fornminne |
| Ljushög(?) (Benestad 16:1)   | Hög         |              | Benestad, Skåne     |       | 55.520146, 13.921779 | 10102500160001 | Ladda upp en bild av detta fornminne |
| Benestad 36:1                | Hög         |              | Benestad, Skåne     |       | 55.533139, 13.897061 | 10102500360001 | Ladda upp en bild av detta fornminne |
| Skvattemölla (Benestad 39:1) | Kvarn       |              | Benestad, Skåne     |       | 55.527223, 13.898609 | 10102500390001 | Ladda upp en bild av detta fornminne |
| Benestad 40:1                | Hög         |              | Benestad, Skåne     |       | 55.534989, 13.889316 | 10102500400001 | Ladda upp en bild av detta fornminne |

## Bollerup
| Namn                    | Lämningstyp | Tillkomsttid | Historisk indelning | Plats | Läge                 | ID-nr          | Bild                                 |
| ----------------------- | ----------- | ------------ | ------------------- | ----- | -------------------- | -------------- | ------------------------------------ |
| Bågenhög (Bollerup 3:1) | Hög         |              | Bollerup, Skåne     |       | 55.498877, 14.015059 | 10102700030001 | Ladda upp en bild av detta fornminne |
| Bollerup 10:1           | Hög         |              | Bollerup, Skåne     |       | 55.498819, 14.013268 | 10102700100001 | Ladda upp en bild av detta fornminne |

## Brösarp
| Namn                      | Lämningstyp  | Tillkomsttid | Historisk indelning | Plats | Läge                 | ID-nr          | Bild                                      |
| ------------------------- | ------------ | ------------ | ------------------- | ----- | -------------------- | -------------- | ----------------------------------------- |
| Påskakullen (Brösarp 1:1) | Hög          |              | Brösarp, Skåne      |       | 55.723132, 14.124916 | 10103200010001 | Ladda upp en bild av detta fornminne      |
| Brösarp 2:1               | Stensättning |              | Brösarp, Skåne      |       | 55.723304, 14.120031 | 10103200020001 | Ladda upp en bild av detta fornminne      |
| Brösarp 5:1               | Stensättning |              | Brösarp, Skåne      |       | 55.720259, 14.085100 | 10103200050001 | Ladda upp en bild av detta fornminne      |
| Brösarp 6:1               | Hög          |              | Brösarp, Skåne      |       | 55.720248, 14.089321 | 10103200060001 | Ladda upp en bild av detta fornminne      |
| Brösarp 7:1               | Stensättning |              | Brösarp, Skåne      |       | 55.720855, 14.091453 | 10103200070001 | Ladda upp en bild av detta fornminne      |
| Brösarp 8:1               | Hög          |              | Brösarp, Skåne      |       | 55.721810, 14.088764 | 10103200080001 | Ladda upp en bild av detta fornminne      |
| Brösarp 9:1               | Hög          |              | Brösarp, Skåne      |       | 55.722197, 14.085126 | 10103200090001 | Ladda upp en bild av detta fornminne      |
| Brösarp 10:1              | Hög          |              | Brösarp, Skåne      |       | 55.723258, 14.087711 | 10103200100001 | Ladda upp en bild av detta fornminne      |
| Barnahög (Brösarp 11:1)   | Hög          |              | Brösarp, Skåne      |       | 55.723672, 14.094769 | 10103200110001 | Ladda upp en bild av detta fornminne      |
| Ornahög (Brösarp 12:1)    | Hög          |              | Brösarp, Skåne      |       | 55.718143, 14.104806 | 10103200120001 | Ladda upp en bild av detta fornminne      |
| Getakullen (Brösarp 13:1) | Hög          |              | Brösarp, Skåne      |       | 55.716530, 14.112869 | 10103200130001 | Ladda upp en bild av detta fornminne      |
| Kattahögen (Brösarp 15:1) | Hög          |              | Brösarp, Skåne      |       | 55.718858, 14.136476 | 10103200150001 | Ladda upp en bild av detta fornminne      |
| Brösarp 18:1              | Stensättning |              | Brösarp, Skåne      |       | 55.706298, 14.077927 | 10103200180001 | Ladda upp en bild av detta fornminne      |
| Brösarp 19:1              | Hög          |              | Brösarp, Skåne      |       | 55.704268, 14.081898 | 10103200190001 | Ladda upp en bild av detta fornminne      |
| Brösarp 20:1              | Hög          |              | Brösarp, Skåne      |       | 55.735324, 14.086999 | 10103200200001 | Ladda upp en bild av detta fornminne      |
| Brösarp 21:1              | Hög          |              | Brösarp, Skåne      |       | 55.733389, 14.085460 | 10103200210001 | Ladda upp en bild av detta fornminne      |
| Brösarp 22:1              | Hög          |              | Brösarp, Skåne      |       | 55.735520, 14.102198 | 10103200220001 | Ladda upp en bild av detta fornminne      |
| Brösarp 23:1              | Stenkrets    |              | Brösarp, Skåne      |       | 55.748995, 14.089954 | 10103200230001 | Ladda upp en till bild av detta fornminne |
| Brösarp 24:1              | Stenkrets    |              | Brösarp, Skåne      |       | 55.751567, 14.089313 | 10103200240001 | Ladda upp en till bild av detta fornminne |
| Brösarp 25:1              | Stensättning |              | Brösarp, Skåne      |       | 55.762151, 14.120418 | 10103200250001 | Ladda upp en bild av detta fornminne      |
| Brösarp 27:1              | Stensättning |              | Brösarp, Skåne      |       | 55.744427, 14.073440 | 10103200270001 | Ladda upp en bild av detta fornminne      |
| Brösarp 27:2              | Stensättning |              | Brösarp, Skåne      |       | 55.744286, 14.073761 | 10103200270002 | Ladda upp en bild av detta fornminne      |
| Brösarp 28:1              | Stensättning |              | Brösarp, Skåne      |       | 55.742306, 14.073374 | 10103200280001 | Ladda upp en bild av detta fornminne      |
| Brösarp 29:1              | Hög          |              | Brösarp, Skåne      |       | 55.741156, 14.072779 | 10103200290001 | Ladda upp en bild av detta fornminne      |
| Brösarp 30:1              | Stensättning |              | Brösarp, Skåne      |       | 55.741306, 14.073745 | 10103200300001 | Ladda upp en bild av detta fornminne      |
| Brösarp 31:1              | Hög          |              | Brösarp, Skåne      |       | 55.739919, 14.071216 | 10103200310001 | Ladda upp en bild av detta fornminne      |
| Brösarp 32:1              | Stensättning |              | Brösarp, Skåne      |       | 55.741882, 14.067862 | 10103200320001 | Ladda upp en bild av detta fornminne      |
| Brösarp 32:2              | Stensättning |              | Brösarp, Skåne      |       | 55.741448, 14.067575 | 10103200320002 | Ladda upp en bild av detta fornminne      |
| Brösarp 33:1              | Stensättning |              | Brösarp, Skåne      |       | 55.742168, 14.065960 | 10103200330001 | Ladda upp en bild av detta fornminne      |
| Brösarp 33:2              | Stensättning |              | Brösarp, Skåne      |       | 55.741747, 14.065582 | 10103200330002 | Ladda upp en bild av detta fornminne      |
| Brösarp 34:1              | Hög          |              | Brösarp, Skåne      |       | 55.739825, 14.073030 | 10103200340001 | Ladda upp en bild av detta fornminne      |
| Brösarp 35:1              | Hög          |              | Brösarp, Skåne      |       | 55.739502, 14.068399 | 10103200350001 | Ladda upp en bild av detta fornminne      |
| Brösarp 36:1              | Stensättning |              | Brösarp, Skåne      |       | 55.736512, 14.069986 | 10103200360001 | Ladda upp en bild av detta fornminne      |
| Brösarp 37:1              | Stensättning |              | Brösarp, Skåne      |       | 55.738566, 14.070479 | 10103200370001 | Ladda upp en bild av detta fornminne      |
| Brösarp 38:1              | Stensättning |              | Brösarp, Skåne      |       | 55.731363, 14.057325 | 10103200380001 | Ladda upp en bild av detta fornminne      |
| Brösarp 39:1              | Stensättning |              | Brösarp, Skåne      |       | 55.734659, 14.059182 | 10103200390001 | Ladda upp en bild av detta fornminne      |
| Brösarp 40:1              | Hög          |              | Brösarp, Skåne      |       | 55.737161, 14.065659 | 10103200400001 | Ladda upp en bild av detta fornminne      |
| Brösarp 41:1              | Hög          |              | Brösarp, Skåne      |       | 55.737315, 14.062801 | 10103200410001 | Ladda upp en bild av detta fornminne      |
| Brösarp 41:2              | Stensättning |              | Brösarp, Skåne      |       | 55.737159, 14.062296 | 10103200410002 | Ladda upp en bild av detta fornminne      |
| Brösarp 41:3              | Stensättning |              | Brösarp, Skåne      |       | 55.737067, 14.062012 | 10103200410003 | Ladda upp en bild av detta fornminne      |
| Brösarp 42:1              | Stensättning |              | Brösarp, Skåne      |       | 55.738292, 14.063082 | 10103200420001 | Ladda upp en bild av detta fornminne      |
| Brösarp 43:1              | Hög          |              | Brösarp, Skåne      |       | 55.737616, 14.063669 | 10103200430001 | Ladda upp en bild av detta fornminne      |
| Brösarp 44:1              | Hög          |              | Brösarp, Skåne      |       | 55.738124, 14.064484 | 10103200440001 | Ladda upp en bild av detta fornminne      |
| Brösarp 47:1              | Hög          |              | Brösarp, Skåne      |       | 55.730107, 14.055709 | 10103200470001 | Ladda upp en bild av detta fornminne      |
| Brösarp 48:1              | Stensättning |              | Brösarp, Skåne      |       | 55.727151, 14.014508 | 10103200480001 | Ladda upp en bild av detta fornminne      |
| Brösarp 48:2              | Stensättning |              | Brösarp, Skåne      |       | 55.726960, 14.014261 | 10103200480002 | Ladda upp en bild av detta fornminne      |
| Brösarp 48:3              | Hög          |              | Brösarp, Skåne      |       | 55.726789, 14.014171 | 10103200480003 | Ladda upp en bild av detta fornminne      |
| Brösarp 56:1              | Hög          |              | Brösarp, Skåne      |       | 55.712204, 14.099501 | 10103200560001 | Ladda upp en bild av detta fornminne      |
| Brösarp 60:1              | Stensättning |              | Brösarp, Skåne      |       | 55.706619, 14.081530 | 10103200600001 | Ladda upp en bild av detta fornminne      |
| Brösarp 67:1              | Stensättning |              | Brösarp, Skåne      |       | 55.712723, 14.076835 | 10103200670001 | Ladda upp en bild av detta fornminne      |
| Brösarp 67:2              | Stensättning |              | Brösarp, Skåne      |       | 55.712500, 14.076485 | 10103200670002 | Ladda upp en bild av detta fornminne      |
| Brösarp 68:1              | Stensättning |              | Brösarp, Skåne      |       | 55.722859, 14.059740 | 10103200680001 | Ladda upp en bild av detta fornminne      |
| Brösarp 69:1              | Stensättning |              | Brösarp, Skåne      |       | 55.730329, 14.049181 | 10103200690001 | Ladda upp en bild av detta fornminne      |
| Brösarp 73:1              | Stenkrets    |              | Brösarp, Skåne      |       | 55.727193, 14.015000 | 10103200730001 | Ladda upp en bild av detta fornminne      |
| Brösarp 73:2              | Stenkrets    |              | Brösarp, Skåne      |       | 55.727039, 14.014942 | 10103200730002 | Ladda upp en bild av detta fornminne      |
| Brösarp 74:1              | Hög          |              | Brösarp, Skåne      |       | 55.734886, 14.088747 | 10103200740001 | Ladda upp en bild av detta fornminne      |
| Brösarp 75:1              | Stensättning |              | Brösarp, Skåne      |       | 55.699747, 14.083081 | 10103200750001 | Ladda upp en bild av detta fornminne      |
| Brösarp 76:1              | Hög          |              | Brösarp, Skåne      |       | 55.719405, 14.129710 | 10103200760001 | Ladda upp en bild av detta fornminne      |
| Brösarp 80:1              | Stensättning |              | Brösarp, Skåne      |       | 55.743620, 14.073314 | 10103200800001 | Ladda upp en bild av detta fornminne      |
| Brösarp 80:2              | Stensättning |              | Brösarp, Skåne      |       | 55.743773, 14.073390 | 10103200800002 | Ladda upp en bild av detta fornminne      |
| Brösarp 80:3              | Stensättning |              | Brösarp, Skåne      |       | 55.743418, 14.073827 | 10103200800003 | Ladda upp en bild av detta fornminne      |
| Brösarp 82:1              | Stensättning |              | Brösarp, Skåne      |       | 55.744601, 14.065308 | 10103200820001 | Ladda upp en bild av detta fornminne      |
| Brösarp 88:1              | Stensättning |              | Brösarp, Skåne      |       | 55.750042, 14.078677 | 10103200880001 | Ladda upp en bild av detta fornminne      |
| Brösarp 89:1              | Stensättning |              | Brösarp, Skåne      |       | 55.750702, 14.078619 | 10103200890001 | Ladda upp en bild av detta fornminne      |
| Brösarp 90:1              | Gravfält     |              | Brösarp, Skåne      |       | 55.750416, 14.081238 | 10103200900001 | Ladda upp en bild av detta fornminne      |
| Brösarp 91:1              | Stensättning |              | Brösarp, Skåne      |       | 55.761452, 14.122833 | 10103200910001 | Ladda upp en bild av detta fornminne      |
| Brösarp 92:1              | Stensättning |              | Brösarp, Skåne      |       | 55.761942, 14.117480 | 10103200920001 | Ladda upp en bild av detta fornminne      |
| Brösarp 93:1              | Stensättning |              | Brösarp, Skåne      |       | 55.760984, 14.116084 | 10103200930001 | Ladda upp en bild av detta fornminne      |
| Brösarp 140:1             | Stensättning |              | Brösarp, Skåne      |       | 55.724848, 14.009865 | 10103201400001 | Ladda upp en bild av detta fornminne      |
| Brösarp 146:1             | Stensättning |              | Brösarp, Skåne      |       | 55.758081, 14.126939 | 10103201460001 | Ladda upp en bild av detta fornminne      |
| Brösarp 150:1             | Stensättning |              | Brösarp, Skåne      |       | 55.742209, 14.071183 | 10103201500001 | Ladda upp en bild av detta fornminne      |
| Brösarp 156:1             | Stensättning |              | Brösarp, Skåne      |       | 55.740058, 14.067414 | 10103201560001 | Ladda upp en bild av detta fornminne      |
| Brösarp 166:1             | Stensättning |              | Brösarp, Skåne      |       | 55.706971, 14.076694 | 10103201660001 | Ladda upp en bild av detta fornminne      |
| Brösarp 172               | Stensättning |              | Brösarp, Skåne      |       | 55.708608, 14.098860 | 12000000118333 | Ladda upp en bild av detta fornminne      |

## Eljaröd
| Namn                  | Lämningstyp      | Tillkomsttid | Historisk indelning | Plats | Läge                 | ID-nr          | Bild                                 |
| --------------------- | ---------------- | ------------ | ------------------- | ----- | -------------------- | -------------- | ------------------------------------ |
| Eljaröd 3:1           | Stenkrets        |              | Eljaröd, Skåne      |       | 55.693297, 14.047673 | 10103600030001 | Ladda upp en bild av detta fornminne |
| Eljaröd 4:1           | Begravningsplats |              | Eljaröd, Skåne      |       | 55.703742, 14.034821 | 10103600040001 | Ladda upp en bild av detta fornminne |
| Eljaröd 23:1          | Stensättning     |              | Eljaröd, Skåne      |       | 55.697823, 13.999488 | 10103600230001 | Ladda upp en bild av detta fornminne |
| Eljaröd 29:1          | Stensättning     |              | Eljaröd, Skåne      |       | 55.717203, 14.015674 | 10103600290001 | Ladda upp en bild av detta fornminne |
| Eljaröd 30:1          | Hällristning     |              | Eljaröd, Skåne      |       | 55.718528, 14.017110 | 10103600300001 | Ladda upp en bild av detta fornminne |
| Eljaröd 31:1          | Stensättning     |              | Eljaröd, Skåne      |       | 55.715701, 14.025823 | 10103600310001 | Ladda upp en bild av detta fornminne |
| Eljaröd 31:2          | Stensättning     |              | Eljaröd, Skåne      |       | 55.715625, 14.025638 | 10103600310002 | Ladda upp en bild av detta fornminne |
| Eljaröd 32:1          | Hällristning     |              | Eljaröd, Skåne      |       | 55.716684, 14.028541 | 10103600320001 | Ladda upp en bild av detta fornminne |
| Eljaröd 38:1          | Hällristning     |              | Eljaröd, Skåne      |       | 55.710332, 14.046292 | 10103600380001 | Ladda upp en bild av detta fornminne |
| Eljaröd 40:1          | Stensättning     |              | Eljaröd, Skåne      |       | 55.700355, 14.063295 | 10103600400001 | Ladda upp en bild av detta fornminne |
| Eljaröd 41:1          | Stensättning     |              | Eljaröd, Skåne      |       | 55.701038, 14.066754 | 10103600410001 | Ladda upp en bild av detta fornminne |
| Eljaröd 42:1          | Röse             |              | Eljaröd, Skåne      |       | 55.702089, 14.069018 | 10103600420001 | Ladda upp en bild av detta fornminne |
| Unehög (Eljaröd 48:1) | Stensättning     |              | Eljaröd, Skåne      |       | 55.698792, 14.045535 | 10103600480001 | Ladda upp en bild av detta fornminne |
| Eljaröd 58:1          | Stensättning     |              | Eljaröd, Skåne      |       | 55.680375, 14.027397 | 10103600580001 | Ladda upp en bild av detta fornminne |
| Eljaröd 59:1          | Stensättning     |              | Eljaröd, Skåne      |       | 55.679927, 14.026496 | 10103600590001 | Ladda upp en bild av detta fornminne |
| Eljaröd 61:1          | Stensättning     |              | Eljaröd, Skåne      |       | 55.696932, 14.076453 | 10103600610001 | Ladda upp en bild av detta fornminne |
| Eljaröd 62:1          | Stensättning     |              | Eljaröd, Skåne      |       | 55.698680, 14.062743 | 10103600620001 | Ladda upp en bild av detta fornminne |
| Eljaröd 63:1          | Stensättning     |              | Eljaröd, Skåne      |       | 55.699131, 14.061450 | 10103600630001 | Ladda upp en bild av detta fornminne |
| Eljaröd 64:1          | Stensättning     |              | Eljaröd, Skåne      |       | 55.702683, 14.070149 | 10103600640001 | Ladda upp en bild av detta fornminne |
| Eljaröd 65:1          | Stensättning     |              | Eljaröd, Skåne      |       | 55.673668, 14.024135 | 10103600650001 | Ladda upp en bild av detta fornminne |
| Eljaröd 66:1          | Stensättning     |              | Eljaröd, Skåne      |       | 55.675252, 14.023245 | 10103600660001 | Ladda upp en bild av detta fornminne |
| Eljaröd 67:1          | Röse             |              | Eljaröd, Skåne      |       | 55.675959, 14.024859 | 10103600670001 | Ladda upp en bild av detta fornminne |
| Eljaröd 67:2          | Stensättning     |              | Eljaröd, Skåne      |       | 55.675923, 14.025138 | 10103600670002 | Ladda upp en bild av detta fornminne |
| Eljaröd 68:1          | Stensättning     |              | Eljaröd, Skåne      |       | 55.675589, 14.021837 | 10103600680001 | Ladda upp en bild av detta fornminne |
| Eljaröd 69:1          | Stensättning     |              | Eljaröd, Skåne      |       | 55.685728, 14.051023 | 10103600690001 | Ladda upp en bild av detta fornminne |
| Eljaröd 70:1          | Hög              |              | Eljaröd, Skåne      |       | 55.685703, 14.044857 | 10103600700001 | Ladda upp en bild av detta fornminne |
| Eljaröd 71:1          | Hög              |              | Eljaröd, Skåne      |       | 55.683026, 14.048334 | 10103600710001 | Ladda upp en bild av detta fornminne |
| Eljaröd 72:1          | Stensättning     |              | Eljaröd, Skåne      |       | 55.688157, 14.055942 | 10103600720001 | Ladda upp en bild av detta fornminne |
| Eljaröd 72:2          | Stensättning     |              | Eljaröd, Skåne      |       | 55.687818, 14.055930 | 10103600720002 | Ladda upp en bild av detta fornminne |

## Fågeltofta
| Namn                          | Lämningstyp      | Tillkomsttid | Historisk indelning | Plats | Läge                 | ID-nr          | Bild                                 |
| ----------------------------- | ---------------- | ------------ | ------------------- | ----- | -------------------- | -------------- | ------------------------------------ |
| Fågeltofta 1:1                | Stensättning     |              | Fågeltofta, Skåne   |       | 55.657490, 14.016107 | 10104300010001 | Ladda upp en bild av detta fornminne |
| Fågeltofta 2:1                | Stensättning     |              | Fågeltofta, Skåne   |       | 55.677769, 13.992139 | 10104300020001 | Ladda upp en bild av detta fornminne |
| Bruabål (Fågeltofta 11:1)     | Röse             |              | Fågeltofta, Skåne   |       | 55.658853, 14.051892 | 10104300110001 | Ladda upp en bild av detta fornminne |
| Tjärneröset (Fågeltofta 12:1) | Hög              |              | Fågeltofta, Skåne   |       | 55.661551, 14.028949 | 10104300120001 | Ladda upp en bild av detta fornminne |
| Fågeltofta 14:1               | Hög              |              | Fågeltofta, Skåne   |       | 55.661166, 14.033956 | 10104300140001 | Ladda upp en bild av detta fornminne |
| Fågeltofta 16:1               | Stensättning     |              | Fågeltofta, Skåne   |       | 55.664457, 14.035751 | 10104300160001 | Ladda upp en bild av detta fornminne |
| Krabbahög (Fågeltofta 18:1)   | Hög              |              | Fågeltofta, Skåne   |       | 55.654887, 14.024762 | 10104300180001 | Ladda upp en bild av detta fornminne |
| Krabbahög (Fågeltofta 18:2)   | Hög              |              | Fågeltofta, Skåne   |       | 55.654607, 14.025525 | 10104300180002 | Ladda upp en bild av detta fornminne |
| Fågeltofta 22:1               | Begravningsplats |              | Fågeltofta, Skåne   |       | 55.653389, 14.007419 | 10104300220001 | Ladda upp en bild av detta fornminne |
| Fågeltofta 23:1               | Röse             |              | Fågeltofta, Skåne   |       | 55.640693, 14.033166 | 10104300230001 | Ladda upp en bild av detta fornminne |
| Fågeltofta 25:1               | Hög              |              | Fågeltofta, Skåne   |       | 55.640653, 14.012403 | 10104300250001 | Ladda upp en bild av detta fornminne |
| Fågeltofta 27:1               | Hög              |              | Fågeltofta, Skåne   |       | 55.668696, 14.023038 | 10104300270001 | Ladda upp en bild av detta fornminne |
| Fågeltofta 28:1               | Stensättning     |              | Fågeltofta, Skåne   |       | 55.667729, 14.023794 | 10104300280001 | Ladda upp en bild av detta fornminne |
| Fågeltofta 32:1               | Stensättning     |              | Fågeltofta, Skåne   |       | 55.671513, 14.022441 | 10104300320001 | Ladda upp en bild av detta fornminne |
| Fågeltofta 40:1               | Hällristning     |              | Fågeltofta, Skåne   |       | 55.675798, 13.999565 | 10104300400001 | Ladda upp en bild av detta fornminne |
| Fågeltofta 41:1               | Stensättning     |              | Fågeltofta, Skåne   |       | 55.681844, 13.999425 | 10104300410001 | Ladda upp en bild av detta fornminne |
| Fågeltofta 46:1               | Stensättning     |              | Fågeltofta, Skåne   |       | 55.672501, 14.013342 | 10104300460001 | Ladda upp en bild av detta fornminne |
| Fågeltofta 47:1               | Stensättning     |              | Fågeltofta, Skåne   |       | 55.676167, 14.014598 | 10104300470001 | Ladda upp en bild av detta fornminne |
| Fågeltofta 48:1               | Stensättning     |              | Fågeltofta, Skåne   |       | 55.673236, 14.004008 | 10104300480001 | Ladda upp en bild av detta fornminne |
| Fågeltofta 49:1               | Hög              |              | Fågeltofta, Skåne   |       | 55.671944, 14.009668 | 10104300490001 | Ladda upp en bild av detta fornminne |
| Fågeltofta 50:1               | Gravfält         |              | Fågeltofta, Skåne   |       | 55.677532, 14.013288 | 10104300500001 | Ladda upp en bild av detta fornminne |
| Fågeltofta 52:1               | Stensättning     |              | Fågeltofta, Skåne   |       | 55.666612, 14.026534 | 10104300520001 | Ladda upp en bild av detta fornminne |
| Fågeltofta 54:1               | Hällristning     |              | Fågeltofta, Skåne   |       | 55.667414, 14.032375 | 10104300540001 | Ladda upp en bild av detta fornminne |
| Sönnastig (Fågeltofta 55:1)   | Hög              |              | Fågeltofta, Skåne   |       | 55.667287, 14.000669 | 10104300550001 | Ladda upp en bild av detta fornminne |
| Fågeltofta 67:1               | Hög              |              | Fågeltofta, Skåne   |       | 55.645514, 14.017453 | 10104300670001 | Ladda upp en bild av detta fornminne |
| Fågeltofta 71:1               | Röse             |              | Fågeltofta, Skåne   |       | 55.635475, 14.046019 | 10104300710001 | Ladda upp en bild av detta fornminne |
| Snäckehög (Fågeltofta 83:1)   | Hög              |              | Fågeltofta, Skåne   |       | 55.663149, 13.987022 | 10104300830001 | Ladda upp en bild av detta fornminne |
| Fågeltofta 88:1               | Hög              |              | Fågeltofta, Skåne   |       | 55.657683, 14.024693 | 10104300880001 | Ladda upp en bild av detta fornminne |
| Fågeltofta 101:1              | Röse             |              | Fågeltofta, Skåne   |       | 55.658587, 14.053258 | 10104301010001 | Ladda upp en bild av detta fornminne |

## Kverrestad
| Namn                             | Lämningstyp                 | Tillkomsttid | Historisk indelning | Plats | Läge                 | ID-nr          | Bild                                      |
| -------------------------------- | --------------------------- | ------------ | ------------------- | ----- | -------------------- | -------------- | ----------------------------------------- |
| Kverrestad 1:1                   | Hög                         |              | Kverrestad, Skåne   |       | 55.513788, 14.043611 | 10108000010001 | Ladda upp en bild av detta fornminne      |
| Kverrestad 2:1                   | Hög                         |              | Kverrestad, Skåne   |       | 55.514306, 14.046904 | 10108000020001 | Ladda upp en bild av detta fornminne      |
| Kverrestad 3:1                   | Hög                         |              | Kverrestad, Skåne   |       | 55.514895, 14.050835 | 10108000030001 | Ladda upp en bild av detta fornminne      |
| Kverrestad 4:1                   | Runristning                 |              | Kverrestad, Skåne   |       | 55.527761, 14.042541 | 10108000040001 | Ladda upp en till bild av detta fornminne |
| Kverrestad 5:1                   | Stenkrets                   |              | Kverrestad, Skåne   |       | 55.536801, 14.056912 | 10108000050001 | Ladda upp en bild av detta fornminne      |
| Kverrestad 5:2                   | Stenkrets                   |              | Kverrestad, Skåne   |       | 55.536895, 14.056531 | 10108000050002 | Ladda upp en bild av detta fornminne      |
| Kverrestad 5:3                   | Grav markerad av sten/block |              | Kverrestad, Skåne   |       | 55.536717, 14.056390 | 10108000050003 | Ladda upp en bild av detta fornminne      |
| Kverrestad 7:1                   | Hög                         |              | Kverrestad, Skåne   |       | 55.513482, 14.042308 | 10108000070001 | Ladda upp en bild av detta fornminne      |
| Kverrestad 12:1                  | Hög                         |              | Kverrestad, Skåne   |       | 55.514650, 14.049446 | 10108000120001 | Ladda upp en bild av detta fornminne      |
| Kverrestad 12:2                  | Hög                         |              | Kverrestad, Skåne   |       | 55.514598, 14.049020 | 10108000120002 | Ladda upp en bild av detta fornminne      |
| Kverrestad 13:1                  | Stensättning                |              | Kverrestad, Skåne   |       | 55.515307, 14.052617 | 10108000130001 | Ladda upp en bild av detta fornminne      |
| Kishög (Kverrestad 20:1)         | Hög                         |              | Kverrestad, Skåne   |       | 55.518034, 14.067411 | 10108000200001 | Ladda upp en bild av detta fornminne      |
| Kverrestad 24:1                  | Hög                         |              | Kverrestad, Skåne   |       | 55.520034, 14.060739 | 10108000240001 | Ladda upp en bild av detta fornminne      |
| Attevads Mölla (Kverrestad 53:1) | Kvarn                       |              | Kverrestad, Skåne   |       | 55.528170, 14.057521 | 10108000530001 | Ladda upp en bild av detta fornminne      |
| Krågehög (Kverrestad 61:1)       | Hög                         |              | Kverrestad, Skåne   |       | 55.551745, 14.053419 | 10108000610001 | Ladda upp en bild av detta fornminne      |
| Kladrer kullen (Kverrestad 62:1) | Hög                         |              | Kverrestad, Skåne   |       | 55.550765, 14.052920 | 10108000620001 | Ladda upp en bild av detta fornminne      |

## Onslunda
| Namn                             | Lämningstyp  | Tillkomsttid | Historisk indelning | Plats | Läge                 | ID-nr          | Bild                                 |
| -------------------------------- | ------------ | ------------ | ------------------- | ----- | -------------------- | -------------- | ------------------------------------ |
| Skillingbacken (Onslunda 2:1)    | Hög          |              | Onslunda, Skåne     |       | 55.595378, 14.073456 | 10110000020001 | Ladda upp en bild av detta fornminne |
| Onslunda 4:1                     | Stensättning |              | Onslunda, Skåne     |       | 55.595117, 14.079794 | 10110000040001 | Ladda upp en bild av detta fornminne |
| Onslunda 5:1                     | Gravfält     |              | Onslunda, Skåne     |       | 55.595773, 14.078855 | 10110000050001 | Ladda upp en bild av detta fornminne |
| Onslunda 25:1                    | Hällristning |              | Onslunda, Skåne     |       | 55.607930, 14.057134 | 10110000250001 | Ladda upp en bild av detta fornminne |
| Onslunda 27:1                    | Hällristning |              | Onslunda, Skåne     |       | 55.590667, 14.070167 | 10110000270001 | Ladda upp en bild av detta fornminne |
| Onslunda 31:1                    | Hällristning |              | Onslunda, Skåne     |       | 55.611192, 14.058765 | 10110000310001 | Ladda upp en bild av detta fornminne |
| Horsahög (Onslunda 33:1)         | Hög          |              | Onslunda, Skåne     |       | 55.608141, 14.050719 | 10110000330001 | Ladda upp en bild av detta fornminne |
| Vädermöllebacken (Onslunda 34:1) | Hög          |              | Onslunda, Skåne     |       | 55.602668, 14.050358 | 10110000340001 | Ladda upp en bild av detta fornminne |

## Ramsåsa
| Namn        | Lämningstyp | Tillkomsttid | Historisk indelning | Plats | Läge                 | ID-nr          | Bild                                 |
| ----------- | ----------- | ------------ | ------------------- | ----- | -------------------- | -------------- | ------------------------------------ |
| Ramsåsa 3:1 | Gravfält    |              | Ramsåsa, Skåne      |       | 55.557396, 13.898781 | 10110400030001 | Ladda upp en bild av detta fornminne |

## Smedstorp
| Namn                                      | Lämningstyp                 | Tillkomsttid | Historisk indelning | Plats | Läge                 | ID-nr          | Bild                                      |
| ----------------------------------------- | --------------------------- | ------------ | ------------------- | ----- | -------------------- | -------------- | ----------------------------------------- |
| Limkyrkan, (Stroby kyrka? (Smedstorp 2:1) | Kyrka/kapell                |              | Smedstorp, Skåne    |       | 55.594855, 14.112686 | 10111700020001 | Ladda upp en bild av detta fornminne      |
| Limkyrkan, (Stroby kyrka? (Smedstorp 2:2) | Begravningsplats            |              | Smedstorp, Skåne    |       | 55.594868, 14.112602 | 10111700020002 | Ladda upp en bild av detta fornminne      |
| Alnaberget (bjär) (Smedstorp 5:1)         | Gravfält                    |              | Smedstorp, Skåne    |       | 55.559070, 14.124967 | 10111700050001 | Ladda upp en till bild av detta fornminne |
| Smedstorp 6:1                             | Stenkrets                   |              | Smedstorp, Skåne    |       | 55.561841, 14.132535 | 10111700060001 | Ladda upp en till bild av detta fornminne |
| Smedstorp 6:2                             | Stenkrets                   |              | Smedstorp, Skåne    |       | 55.561645, 14.132543 | 10111700060002 | Ladda upp en till bild av detta fornminne |
| Smedstorp 6:3                             | Stenkrets                   |              | Smedstorp, Skåne    |       | 55.561528, 14.132797 | 10111700060003 | Ladda upp en till bild av detta fornminne |
| Smedstorp 7:1                             | Stensättning                |              | Smedstorp, Skåne    |       | 55.562464, 14.133871 | 10111700070001 | Ladda upp en bild av detta fornminne      |
| Smedstorp 7:2                             | Stensättning                |              | Smedstorp, Skåne    |       | 55.562369, 14.133966 | 10111700070002 | Ladda upp en bild av detta fornminne      |
| Smedstorp 7:3                             | Stensättning                |              | Smedstorp, Skåne    |       | 55.562301, 14.133780 | 10111700070003 | Ladda upp en bild av detta fornminne      |
| Smedstorp 8:1                             | Grav markerad av sten/block |              | Smedstorp, Skåne    |       | 55.563572, 14.134441 | 10111700080001 | Ladda upp en bild av detta fornminne      |
| Smedstorp 16:1                            | Hög                         |              | Smedstorp, Skåne    |       | 55.587732, 14.147685 | 10111700160001 | Ladda upp en bild av detta fornminne      |
| Smedstorp 16:2                            | Hög                         |              | Smedstorp, Skåne    |       | 55.587461, 14.147198 | 10111700160002 | Ladda upp en bild av detta fornminne      |
| Smedstorp 18:1                            | Hög                         |              | Smedstorp, Skåne    |       | 55.584203, 14.146609 | 10111700180001 | Ladda upp en bild av detta fornminne      |
| Smedstorp 19:1                            | Hög                         |              | Smedstorp, Skåne    |       | 55.583347, 14.141720 | 10111700190001 | Ladda upp en bild av detta fornminne      |
| Smedstorp 28:1                            | Grav- och boplatsområde     |              | Smedstorp, Skåne    |       | 55.564840, 14.135550 | 10111700280001 | Ladda upp en bild av detta fornminne      |
| Smedstorp 33:1                            | Hög                         |              | Smedstorp, Skåne    |       | 55.575841, 14.133476 | 10111700330001 | Ladda upp en bild av detta fornminne      |
| Smedstorp 33:2                            | Stensättning                |              | Smedstorp, Skåne    |       | 55.575990, 14.133711 | 10111700330002 | Ladda upp en bild av detta fornminne      |
| Smedstorp 35:1                            | Grav- och boplatsområde     |              | Smedstorp, Skåne    |       | 55.557929, 14.102916 | 10111700350001 | Ladda upp en bild av detta fornminne      |
| Smedstorp 38:1                            | Borg                        |              | Smedstorp, Skåne    |       | 55.598381, 14.122945 | 10111700380001 | Ladda upp en bild av detta fornminne      |
| Smedstorp 83:1                            | Hög                         |              | Smedstorp, Skåne    |       | 55.530567, 14.128484 | 10111700830001 | Ladda upp en bild av detta fornminne      |
| Smedstorp 85:1                            | Hög                         |              | Smedstorp, Skåne    |       | 55.526513, 14.127388 | 10111700850001 | Ladda upp en bild av detta fornminne      |
| St Hans backe (nr 1) (Smedstorp 86:1)     | Hög                         |              | Smedstorp, Skåne    |       | 55.524848, 14.126567 | 10111700860001 | Ladda upp en bild av detta fornminne      |
| St Hans backe (nr 1) (Smedstorp 86:2)     | Hög                         |              | Smedstorp, Skåne    |       | 55.524611, 14.125703 | 10111700860002 | Ladda upp en bild av detta fornminne      |
| Smedstorp 91:1                            | Stensättning                |              | Smedstorp, Skåne    |       | 55.599274, 14.096191 | 10111700910001 | Ladda upp en bild av detta fornminne      |
| Smedstorp 91:2                            | Stensättning                |              | Smedstorp, Skåne    |       | 55.599371, 14.096188 | 10111700910002 | Ladda upp en bild av detta fornminne      |
| Smedstorp 91:3                            | Stensättning                |              | Smedstorp, Skåne    |       | 55.599451, 14.096199 | 10111700910003 | Ladda upp en bild av detta fornminne      |

## Spjutstorp
| Namn                         | Lämningstyp | Tillkomsttid | Historisk indelning | Plats | Läge                 | ID-nr          | Bild                                 |
| ---------------------------- | ----------- | ------------ | ------------------- | ----- | -------------------- | -------------- | ------------------------------------ |
| Kumlaberg (Spjutstorp 2:1)   | Stenkrets   |              | Spjutstorp, Skåne   |       | 55.556029, 14.012261 | 10111800020001 | Ladda upp en bild av detta fornminne |
| Kumlaberg (Spjutstorp 2:2)   | Stenkrets   |              | Spjutstorp, Skåne   |       | 55.555907, 14.012281 | 10111800020002 | Ladda upp en bild av detta fornminne |
| Husgåra hög (Spjutstorp 5:1) | Hög         |              | Spjutstorp, Skåne   |       | 55.575936, 14.027699 | 10111800050001 | Ladda upp en bild av detta fornminne |
| Spjutstorp 19:1              | Hög         |              | Spjutstorp, Skåne   |       | 55.590001, 14.000987 | 10111800190001 | Ladda upp en bild av detta fornminne |
| Spjutstorp 27:1              | Hög         |              | Spjutstorp, Skåne   |       | 55.587059, 14.044349 | 10111800270001 | Ladda upp en bild av detta fornminne |
| Tofthög (Spjutstorp 32:1)    | Hög         |              | Spjutstorp, Skåne   |       | 55.578384, 14.031879 | 10111800320001 | Ladda upp en bild av detta fornminne |
| Spjutstorp 33:1              | Hög         |              | Spjutstorp, Skåne   |       | 55.577395, 14.030415 | 10111800330001 | Ladda upp en bild av detta fornminne |
| Spjutstorp 40:1              | Hög         |              | Spjutstorp, Skåne   |       | 55.588863, 14.031966 | 10111800400001 | Ladda upp en bild av detta fornminne |

## Tosterup
| Namn                                  | Lämningstyp      | Tillkomsttid | Historisk indelning | Plats | Läge                 | ID-nr          | Bild                                      |
| ------------------------------------- | ---------------- | ------------ | ------------------- | ----- | -------------------- | -------------- | ----------------------------------------- |
| Tosterup 1:1                          | Hög              |              | Tosterup, Skåne     |       | 55.484405, 13.951039 | 10112700010001 | Ladda upp en bild av detta fornminne      |
| Tosterup 2:1                          | Hög              |              | Tosterup, Skåne     |       | 55.484241, 13.953693 | 10112700020001 | Ladda upp en bild av detta fornminne      |
| Skägghög (Tosterup 4:1)               | Hög              |              | Tosterup, Skåne     |       | 55.470512, 13.980883 | 10112700040001 | Ladda upp en till bild av detta fornminne |
| Vallen, Isengrims borg (Tosterup 6:1) | Borg             |              | Tosterup, Skåne     |       | 55.489145, 13.953404 | 10112700060001 | Ladda upp en till bild av detta fornminne |
| Tollstorps gamla tomt (Tosterup 7:1)  | Kyrka/kapell     |              | Tosterup, Skåne     |       | 55.480395, 14.011531 | 10112700070001 | Ladda upp en bild av detta fornminne      |
| Tollstorps gamla tomt (Tosterup 7:2)  | Begravningsplats |              | Tosterup, Skåne     |       | 55.480393, 14.011672 | 10112700070002 | Ladda upp en bild av detta fornminne      |
| Gröna hög (Tosterup 8:1)              | Hög              |              | Tosterup, Skåne     |       | 55.484056, 13.963533 | 10112700080001 | Ladda upp en bild av detta fornminne      |
| Tosterup 9:1                          | Hög              |              | Tosterup, Skåne     |       | 55.487714, 13.942652 | 10112700090001 | Ladda upp en bild av detta fornminne      |
| Kinnekulle, Munkhög (Tosterup 10:1)   | Hög              |              | Tosterup, Skåne     |       | 55.487057, 13.938518 | 10112700100001 | Ladda upp en bild av detta fornminne      |
| Tosterup 13:1                         | Hög              |              | Tosterup, Skåne     |       | 55.485387, 13.947329 | 10112700130001 | Ladda upp en bild av detta fornminne      |
| Tosterup 13:2                         | Hög              |              | Tosterup, Skåne     |       | 55.485673, 13.947222 | 10112700130002 | Ladda upp en bild av detta fornminne      |
| Tosterup 13:3                         | Hög              |              | Tosterup, Skåne     |       | 55.485924, 13.946985 | 10112700130003 | Ladda upp en bild av detta fornminne      |
| Tosterup 13:4                         | Hög              |              | Tosterup, Skåne     |       | 55.486202, 13.946230 | 10112700130004 | Ladda upp en bild av detta fornminne      |
| Tosterup 14:1                         | Hög              |              | Tosterup, Skåne     |       | 55.485714, 13.946034 | 10112700140001 | Ladda upp en bild av detta fornminne      |
| Tosterup 15:1                         | Hög              |              | Tosterup, Skåne     |       | 55.486243, 13.945286 | 10112700150001 | Ladda upp en bild av detta fornminne      |
| Smörhög (Tosterup 20:1)               | Hög              |              | Tosterup, Skåne     |       | 55.486203, 13.951365 | 10112700200001 | Ladda upp en bild av detta fornminne      |
| Tosterup 22:1                         | Hög              |              | Tosterup, Skåne     |       | 55.483079, 13.956352 | 10112700220001 | Ladda upp en bild av detta fornminne      |
| Tosterup 23:1                         | Hög              |              | Tosterup, Skåne     |       | 55.480730, 13.958954 | 10112700230001 | Ladda upp en bild av detta fornminne      |
| Tosterup 24:1                         | Hög              |              | Tosterup, Skåne     |       | 55.494052, 13.959757 | 10112700240001 | Ladda upp en bild av detta fornminne      |
| Tosterup 35:1                         | Stensättning     |              | Tosterup, Skåne     |       | 55.483826, 14.017770 | 10112700350001 | Ladda upp en bild av detta fornminne      |
| Tosterup 35:2                         | Stenkrets        |              | Tosterup, Skåne     |       | 55.484116, 14.018794 | 10112700350002 | Ladda upp en bild av detta fornminne      |
| Ormhög (Tosterup 41:1)                | Hög              |              | Tosterup, Skåne     |       | 55.498870, 14.002246 | 10112700410001 | Ladda upp en bild av detta fornminne      |
| Römölla (Tosterup 46:1)               | Kvarn            |              | Tosterup, Skåne     |       | 55.475056, 14.003243 | 10112700460001 | Ladda upp en bild av detta fornminne      |

## Tranås
| Namn       | Lämningstyp | Tillkomsttid | Historisk indelning | Plats | Läge                 | ID-nr          | Bild                                      |
| ---------- | ----------- | ------------ | ------------------- | ----- | -------------------- | -------------- | ----------------------------------------- |
| Tranås 2:1 | Borg        |              | Tranås, Skåne       |       | 55.610336, 13.937405 | 10112800020001 | Ladda upp en till bild av detta fornminne |

## Tryde
| Namn                              | Lämningstyp                 | Tillkomsttid | Historisk indelning | Plats | Läge                 | ID-nr          | Bild                                 |
| --------------------------------- | --------------------------- | ------------ | ------------------- | ----- | -------------------- | -------------- | ------------------------------------ |
| Tryde 1:1                         | Kyrka/kapell                |              | Tryde, Skåne        |       | 55.569608, 13.929105 | 10113000010001 | Ladda upp en bild av detta fornminne |
| Tryde 2:1                         | Grav markerad av sten/block |              | Tryde, Skåne        |       | 55.565718, 13.913430 | 10113000020001 | Ladda upp en bild av detta fornminne |
| Seleshög el. Maglehög (Tryde 4:1) | Hög                         |              | Tryde, Skåne        |       | 55.563147, 13.958633 | 10113000040001 | Ladda upp en bild av detta fornminne |
| Tryde 5:1                         | Hög                         |              | Tryde, Skåne        |       | 55.564373, 13.973422 | 10113000050001 | Ladda upp en bild av detta fornminne |
| Tryde 7:1                         | Begravningsplats            |              | Tryde, Skåne        |       | 55.558717, 13.932981 | 10113000070001 | Ladda upp en bild av detta fornminne |
| Tryde 35:1                        | Hög                         |              | Tryde, Skåne        |       | 55.564832, 13.981754 | 10113000350001 | Ladda upp en bild av detta fornminne |
| Tryde 46:1                        | Hög                         |              | Tryde, Skåne        |       | 55.564623, 13.963370 | 10113000460001 | Ladda upp en bild av detta fornminne |
| Slätthög (Tryde 55:1)             | Hög                         |              | Tryde, Skåne        |       | 55.575798, 13.978231 | 10113000550001 | Ladda upp en bild av detta fornminne |
| Kumlahög (Tryde 66:1)             | Hög                         |              | Tryde, Skåne        |       | 55.554965, 14.009825 | 10113000660001 | Ladda upp en bild av detta fornminne |
| Tryde 70:1                        | Grav markerad av sten/block |              | Tryde, Skåne        |       | 55.548144, 13.955489 | 10113000700001 | Ladda upp en bild av detta fornminne |

## Ullstorp
| Namn                    | Lämningstyp                      | Tillkomsttid | Historisk indelning | Plats | Läge                 | ID-nr          | Bild                                 |
| ----------------------- | -------------------------------- | ------------ | ------------------- | ----- | -------------------- | -------------- | ------------------------------------ |
| Ullstorp 6:1            | Husgrund, förhistorisk/medeltida |              | Ullstorp, Skåne     |       | 55.526261, 13.996434 | 10113400060001 | Ladda upp en bild av detta fornminne |
| Ullstorp 7:1            | Husgrund, förhistorisk/medeltida |              | Ullstorp, Skåne     |       | 55.525471, 14.002412 | 10113400070001 | Ladda upp en bild av detta fornminne |
| Ullstorp 13:1           | Hög                              |              | Ullstorp, Skåne     |       | 55.526812, 13.973370 | 10113400130001 | Ladda upp en bild av detta fornminne |
| Kullhög (Ullstorp 14:1) | Hög                              |              | Ullstorp, Skåne     |       | 55.506590, 13.999065 | 10113400140001 | Ladda upp en bild av detta fornminne |

## Östra Ingelstad
| Namn                                   | Lämningstyp                 | Tillkomsttid | Historisk indelning    | Plats | Läge                 | ID-nr          | Bild                                 |
| -------------------------------------- | --------------------------- | ------------ | ---------------------- | ----- | -------------------- | -------------- | ------------------------------------ |
| Kung Ingels grav (Östra Ingelstad 1:1) | Grav markerad av sten/block |              | Östra Ingelstad, Skåne |       | 55.525809, 14.097449 | 10116400010001 | Ladda upp en bild av detta fornminne |
| Östra Ingelstad 2:1                    | Hällristning                |              | Östra Ingelstad, Skåne |       | 55.510111, 14.105901 | 10116400020001 | Ladda upp en bild av detta fornminne |
| Södra Mulahög (Östra Ingelstad 3:1)    | Hög                         |              | Östra Ingelstad, Skåne |       | 55.510849, 14.104691 | 10116400030001 | Ladda upp en bild av detta fornminne |
| Östra Ingelstad 4:1                    | Stensättning                |              | Östra Ingelstad, Skåne |       | 55.535818, 14.082934 | 10116400040001 | Ladda upp en bild av detta fornminne |
| Östra Ingelstad 4:2                    | Stensättning                |              | Östra Ingelstad, Skåne |       | 55.535678, 14.082784 | 10116400040002 | Ladda upp en bild av detta fornminne |
| Östra Ingelstad 4:3                    | Stensättning                |              | Östra Ingelstad, Skåne |       | 55.535776, 14.082654 | 10116400040003 | Ladda upp en bild av detta fornminne |
| Östra Ingelstad 5:1                    | Gravfält                    |              | Östra Ingelstad, Skåne |       | 55.533793, 14.080614 | 10116400050001 | Ladda upp en bild av detta fornminne |
| Kung Gorms grav (Östra Ingelstad 6:1)  | Hög                         |              | Östra Ingelstad, Skåne |       | 55.540336, 14.082620 | 10116400060001 | Ladda upp en bild av detta fornminne |
| Östra Ingelstad 25:1                   | Hög                         |              | Östra Ingelstad, Skåne |       | 55.522443, 14.092949 | 10116400250001 | Ladda upp en bild av detta fornminne |
| Östra Ingelstad 26:1                   | Hög                         |              | Östra Ingelstad, Skåne |       | 55.523969, 14.095842 | 10116400260001 | Ladda upp en bild av detta fornminne |
| Kung Ingels hus (Östra Ingelstad 28:1) | Borg                        |              | Östra Ingelstad, Skåne |       | 55.528000, 14.095410 | 10116400280001 | Ladda upp en bild av detta fornminne |
| Bålhög (Östra Ingelstad 42:1)          | Hög                         |              | Östra Ingelstad, Skåne |       | 55.522226, 14.088547 | 10116400420001 | Ladda upp en bild av detta fornminne |

## Övraby
| Namn                           | Lämningstyp  | Tillkomsttid | Historisk indelning | Plats | Läge                 | ID-nr          | Bild                                      |
| ------------------------------ | ------------ | ------------ | ------------------- | ----- | -------------------- | -------------- | ----------------------------------------- |
| Hattahög (Övraby 1:1)          | Hög          |              | Övraby, Skåne       |       | 55.497943, 13.944066 | 10117200010001 | Ladda upp en bild av detta fornminne      |
| Övraby 3:1                     | Stenkistgrav |              | Övraby, Skåne       |       | 55.496749, 13.938831 | 10117200030001 | Ladda upp en bild av detta fornminne      |
| Nedraby kyrkoruin (Övraby 4:1) | Kyrka/kapell |              | Övraby, Skåne       |       | 55.501776, 13.919754 | 10117200040001 | Ladda upp en till bild av detta fornminne |
| Ljusahögarne (Övraby 7:1)      | Hög          |              | Övraby, Skåne       |       | 55.517762, 13.958178 | 10117200070001 | Ladda upp en bild av detta fornminne      |
| Ljusahögarne (Övraby 7:2)      | Hög          |              | Övraby, Skåne       |       | 55.517459, 13.957116 | 10117200070002 | Ladda upp en bild av detta fornminne      |
| Övraby 8:1                     | Hög          |              | Övraby, Skåne       |       | 55.504874, 13.990834 | 10117200080001 | Ladda upp en bild av detta fornminne      |
| Tre högarne (Övraby 28:1)      | Hög          |              | Övraby, Skåne       |       | 55.508420, 13.929596 | 10117200280001 | Ladda upp en bild av detta fornminne      |
| Tre högarne (Övraby 28:2)      | Hög          |              | Övraby, Skåne       |       | 55.508569, 13.928956 | 10117200280002 | Ladda upp en bild av detta fornminne      |
| Siälahög (Övraby 35:1)         | Hög          |              | Övraby, Skåne       |       | 55.504258, 13.957162 | 10117200350001 | Ladda upp en bild av detta fornminne      |
| Plogsten (Övraby 39:2)         | Hällristning |              | Övraby, Skåne       |       | 55.499502, 13.961200 | 10117200390002 | Ladda upp en bild av detta fornminne      |
| Övraby 45:1                    | Hög          |              | Övraby, Skåne       |       | 55.503448, 13.962274 | 10117200450001 | Ladda upp en bild av detta fornminne      |
| Övraby 46:1                    | Hög          |              | Övraby, Skåne       |       | 55.504773, 13.964567 | 10117200460001 | Ladda upp en bild av detta fornminne      |
| Högestad 1:3                   | Minnesmärke  |              | Övraby, Skåne       |       | 55.504950, 13.904738 | 10126700010003 | Ladda upp en bild av detta fornminne      |
| Nymölla (Benestad 9:1)         | Kvarn        |              | Övraby, Skåne       |       | 55.511764, 13.924205 | 10102500090001 | Ladda upp en bild av detta fornminne      |